# Bureau du ravitaillement étranger des États confédérés
Le bureau du ravitaillement étranger des États confédérés est l'agence du département de la Guerre des États confédérés, créé par une loi du Congrès en 1864, qui est responsable de l'achat et de l'exportation du coton et d'autres produits pour la Confédération afin de financer l'effort de guerre au cours de la dernière année de la guerre de Sécession.

## Historique
Dirigé par le lieutenant-colonel Thomas L. Bayne de la Géorgie(p115), le bureau est créé principalement en réponse à la corruption généralisée du bureau du coton du Texas, qui est géré par le général Edmund Kirby Smith. Smith a l'intention de souligner l'importance du coton produit au Texas pour l'armée confédérée, ce qui va à l'encontre de l'objectif de la nouvelle agence.
L'implication du bureau et les restrictions sur le commerce du coton texan est fortement contestée par la législature du Texas et le gouverneur Murrah, qui considèrent les activités du bureau comme préjudiciables à l'activité commerciale légitime. La législature du Texas s'oppose à la quasi-unanimité aux droits à l'exportation confédérés sur le coton, et accusent les fonctionnaires de Richmond de saper l'effort de guerre.
Le bureau du ravitaillement étranger est dissous avec tous les autres organismes du département de la Guerre, à la fin de la guerre de Sécession.